# Осада Белграда (1739)
Осада Белграда (нем. Belagerung von Belgrad) ― одно из сражений между войсками Габсбургской монархии и Османской империи во время русско-австро-турецкой войны. После 51 дня осады город отошёл к туркам.

## Предыстория
Османская империя впервые захватила Белград в 1521 году (во время первого похода Сулеймана I), но затем уступила его австрийским войскам Евгения Савойского в 1717 году. Турки с тех пор искал возможность вернуть себе город. Будучи союзником России, Австрия объявила войну Османской империи в 1737 году, но её армия потерпела поражение в сражении при Гроцке, и ей пришлось отступить к Белграду.

## Осада
После победоносного сражения при Гроцке армия великого визиря Иваза Мехмед-паши осадила Белград. Как только австрийская армия отступила, 26 июля 1739 года у ворот города появилась турецкая армия. Через четыре дня предместья были сожжены, а янычары начали рыть осадные траншеи. В августе Хекимоглу Али-паша (бывший великий визирь) прибыл со своим боснийским ополчением и присоединился к осаде. 15 000 человек под командованием фельдмаршал-лейтенанта Августа Якоба Генриха фон Зукова оказались в ловушке, хотя и с большими запасами боеприпасов и продовольствия. Тем не менее Валлис стал договариваться с великим визирем о капитуляции. Валлис, вероятно, видел сдаче крепости возможность положить конец войне. Однако император сначала отправил в Белград Самуэля фон Шметтау, который прибыл туда 22 августа. Это, казалось, подняло боевой дух защитников, но к этому времени Вильгельм Рейнхард фон Нейпперг был отправлен в турецкий лагерь для переговоров. После 51 дня осады граф Валлис приказал сжечь Дунайскую флотилию и запросил мира.

## Мирные переговоры
Во время мирных переговоров в Белграде Вильгельм Рейнхард фон Нейпперг представлял Австрию, представителем с османской стороны выступил Мектупчу Раджип. Вопрос об изменении границ не оказался большой проблемой: Австрия была готова согласиться на передачу территорий в пользу Османской империи. Основным вопросом переговоров, однако, было будущее Белграда. Вначале австрийцы предлагали оставить Белград у себя в обмен на территории, захваченные турками ранее. От этого предложения османские представители отказались. Вторым предложением австрийской стороны была уступка Белграда при условии уничтожения фортификационных сооружений. Ивах Мехмед-паша также отказался от этого предложения. Переговоры прервались. Наконец, Луи Совёр де Вильнёв, французский посол в Османской империи, предложил компромисс: оставить только старые укрепления, возведённые османами. Обе стороны согласились, и договор был подписан 18 сентября 1739 года.

## Последствия
За исключением краткой оккупации во время Австро-турецкой войны (1787—1791) австрийцы более не смогли захватить Белград. Турки удерживали город вплоть до Первого сербского восстания: после него Белград был столицей полунезависимой Сербии под османским сюзеренитетом. Сербия получила полную независимость по Берлинскому трактату (1878).